# Sebastián Iradier
Pour les articles homonymes, voir Iradier et Salaverri.
Sebastián Iradier ou Sebastián Yradier, de son nom complet Sebastián de Iradier y Salaverri,, né le 20 janvier 1809 à Lanciego (Alava) et mort le 6 décembre 1865 à Vitoria-Gasteiz, est un compositeur espagnol originaire du Pays basque.
Il est notamment l'auteur d'une chanson assez connue dans le monde, La paloma.

## Biographie
Formé au conservatoire de Vitoria, il devient organiste de l'église Saint Michel en 1825.
En 1833, il est envoyé à Madrid pour se perfectionner, mais il reste plus longtemps que prévu (quatre mois) et perd sa place d'organiste. 
Il s'insère cependant avec succès dans les milieux de la haute société madrilène et est nommé à des postes importants, notamment de professeur d'harmonie et de sous-directeur de l'Académie philharmonique.

## Œuvres
Il est connu principalement pour ses habaneras, particulièrement :
- « La Paloma »  (la Colombe) composée vers 1861 après une visite à Cuba — Reda Caire l'a interprétée en 1933, puis Elvis Presley l'a chantée sous le titre « No more » ; puis, Mireille Mathieu en français :  La Paloma adieu, en allemand : La Paloma ade, en espagnol La Paloma vendrá...

- « El Arreglito », interprétée en 1863 par la soprano Mila Traveli au Théâtre Impérial Italien de Paris, et dont la mélodie servira pour l'aria L'amour est un oiseau rebelle, la « habanera » de l'opéra Carmen, dans le 1er acte, composé en 1875 par Georges Bizet. Bizet ignorait qu'il s'agissait d'une chanson originale d'Iradier, pensant qu'il s'agissait d'une chanson traditionnelle comme il l'avoua plus tard, bien qu'elle fût déjà populaire et interprétée au Théâtre impérial. Elle fut publiée en 1864 à Paris  dans son recueil Chansons en compagnie de 25 autres mélodies sur des paroles françaises[3].